# Мингали
Мингали — село в Шадринском районе Курганской области России. Административный центр и единственный населенный пункт Мингалëвского сельсовета.

## История
До 1917 года в составе Макаровской волости Шадринского уезда Пермской губернии. По данным на 1926 год село Большие Мингали состояло из 126 хозяйств. В административном отношении являлось центром Мингалëвского сельсовета Батуринского района Шадринского округа Уральской области.
______________________________________________________________________________________________________
"Среди сёл Шадринского района село Мингали сравнительно молодое. Расположено оно на берегу речки Комарии, притока Барнёвы. Основано около 1780 года на плодородных землях Барнёвской волости.
Своеобразна и удивительна история этого села. Мингали находятся на большом расстоянии от Шадринска, и влияние города в прошлом было значительно слабее, чем, к примеру, на Канаши, Иванищево. Образ жизни основателей села, беглых нарушителей Мингалёвых и Злодеевых, сказался на характере их потомков. В прошлом они были малообщительны. Длительное время деревня Мингали принадлежала к приходу села Барнёвское, которое находилось на расстоянии 20 вёрст. Сообщение с прихожанами других сёл тоже было затруднительным.
Свой храм был открыт в 1863 году. Это на полтора столетия позже, чем, скажем, в селе Макарово. Храм каменный, однопрестольный, освящён в честь Казанской иконы Божьей матери. К мингалёвскому приходу были причислены деревни Шуткина, Ватолина, Миронова и Малые Мингали. При церкви в отдельном здании помещалась школа грамотности.
Главным занятием населения было земледелие, так как кругом было обилие свободной и плодородной земли. Долгое время мингалёвцы жили бедно, ремеслами не занимались. Обработка земли была примитивной, деревянной сохой пахали ещё и в середине XIX века. Частые засухи, да ещё несколько лет подряд, были причиной жестокого голода. Но шло время, и к началу XX века уклад жизни сельчан изменился. Середняки стали иметь по 4-8 десятин земли, богатые — больше. Во многих хозяйствах, а всего их было 280, применялись сноповязалки, жнейки, косилки, плуги, молотилки, триеры. Печёнкин Пётр Игнатьевич занялся торговлей, некоторые сельчане вслед за ним скупали и перепродавали скот. Злодеев Степан Григорьевич открыл кожевенное производство, обрабатывая овчины, кожи крупного рогатого скота. Пайвин Алексей Петрович занялся обжигом кирпича. Злодеев Иван Алексеевич построил кузницу, наладил ремонт сельхозинвентаря. Злодеев Григорий Степанович имел маслобойню.
В 1943 году в селе была организована машинно-тракторная станция. В послевоенные годы население увеличилось до тысячи человек, стали строиться новые дома, на речке Комария были построены две плотины.
Сейчас в селе около ста пятидесяти дворов.
В Шадринском филиале госархива хранится рукопись о селе, которую написал Николай Герасимович Половников, ветеран Великой Отечественной войны, много десятков лет проработавший директором Мингалёвской школы."
Гаев И.М., Перунов В.К., Иовлева В.Н.
Шадринские сёла. – Шадринск, 1997 г.
*******
"Примерно в 1780 г. была образована деревня Галухина, сменившая впоследствии название на Малые Мингали.
Первые достоверные печатные данные о ней датированы 1908 г. Тогда в Галухиной проживало 318 д.м.п. и 291 д.ж.п. в 98 дворах. Согласно «Справочной книге епархии» прихожан Казанско-Богородицкой церкви среди жителей деревни в 1915 г. насчитывалось 348 д.м.п. и 327 д.ж.п.
По первой переписи нового государства, в 1926 г., в д. Галухина 154 двора и 743 жителя. Интересный факт: жителей этой деревни на момент переписи было на 200 человек больше, чем в селе Большие Мингали. И, тем не менее, деревня, получившая в советское время название Малые Мингали, решением Облисполкома № 106 от 24.03.1964 г. исключили из списков путём объединения с селом Мингали".
Елена ВИШНЕВСКАЯ для газеты «Шадринский курьер», №16 от 18 апреля 2023 г.

## Население
| 1989 | 2002 | 2010 | 2012 | 2013 | 2014 | 2015 |
| ---- | ---- | ---- | ---- | ---- | ---- | ---- |
| 361  | ↗382 | ↘240 | ↘239 | ↘204 | ↘197 | ↘186 |
| 2016 | 2017 | 2018 | 2019 | 2020 |      |      |
| ↗188 | →188 | ↘184 | ↘177 | ↘169 |      |      |

По данным переписи 1926 года в селе проживало 594 человека (275 мужчин и 319 женщин), в том числе: русские составляли 100 % населения.
Согласно результатам Всероссийской переписи населения 2002 года, в национальной структуре населения русские составляли 96 %.